# 10841 Ericforbes
10841 Ericforbes eller 1994 PP1 är en asteroid i huvudbältet som upptäcktes den 12 augusti 1994 av den australiensiske astronomen Robert H. McNaught vid Siding Spring-observatoriet. Den är uppkallad efter Eric Gray Forbes.
Asteroiden har en diameter på ungefär 3 kilometer och den tillhör asteroidgruppen Hungaria.